# 南本德 (华盛顿州)
南本德（直译：「南灣」）是美国华盛顿州太平洋县下属的一座城市。根据 2000年美国人口普查，该市有人口1,807人。根据2010年美国人口普查，该市有人口1,637人。而2011年估计该市有1,631人。